# Kaj Hansen
Kaj Hansen (16 de agosto de 1940 - 2 de julho de 2009) foi um futebolista dinamarquês, que atuava como defensor.

## Carreira
Kaj Hansen fez parte do elenco da Seleção Dinamarquesa de Futebol que disputou a Eurocopa de 1964.

## Ligações Externas
- Perfil em FIFA.com (em inglês)